# Tian Thala
Tian Thala (? - 1696), danh xưng hoàng gia là Samdach Brhat Chao Devaniasena Chandralaya Raja Sri Sadhana Kanayudha, là vua thứ 29 của Vương quốc Lan Xang, trị vì từ năm 1690 đến năm 1695 thì bị lật đổ .
Ông xuất thân từ một gia đình quý tộc nổi tiếng không liên quan đến Hoàng gia, và đã vươn lên trong chính quyền, được vua Sourigna Vongsa bổ nhiệm vào vị trí Tể tướng với danh xưng Phya Muang Chandra. Ông kế vị khi vua Sourigna Vongsa mất năm 1690.
Để củng cố ngôi vua, năm 1694 ông kết hôn với công chúa nhỏ tuổi nhất, Chaofa Nying Suman Kumari, con của vua Sourigna Vongsa. Song ông không được lòng dân và các quý tộc chính, những người không chấp nhận ngoài hoàng tộc lên ngôi.
Vua Tian Thala bị lật đổ năm 1695 bởi Hoàng tử Nan Tharat, cháu trai của Vua Vichai. Ông đã tự sát vào năm 1696, và không có con.